# Zara Doluchanova
Zara Aleksandrovna Doluchanova, nata Zarui Makarjan, coniugata Doluchanjan (in russo Зара Александровна Долуханова?; in armeno Զարուհի Դոլուխանյան?, Zarowhi Dolowxanyan; Mosca, 15 marzo 1918 – Mosca, 4 dicembre 2007), è stata un mezzosoprano sovietico, dal 1991 russo, di origine armena.
Sebbene considerata una delle cantanti d'opera più famose dell'Unione Sovietica, la Doluchanova ha fatto solo un numero relativamente piccolo di apparizioni sul palcoscenico dell'opera reale e la sua fama si basa principalmente sul suo ampio lavoro per la radio e le esibizioni sul palco da concerto.
La voce della Doluchanova era una rara coloratura-mezzo, di chiarezza unica e gamma insolitamente ampia. Considerata una dei grandi cantanti dell'era sovietica, la Doluchanova era una grande promotrice delle opere di Gioachino Rossini, ricevendo particolari acclamazioni per le sue Isabella ne L'italiana in Algeri e Angelina ne La Cenerentola. Ha anche eseguito un vasto repertorio operistico nell'ambito di concerti comprendenti la maggior parte dei grandi compositori russi e numerose opere di Händel, Haydn, Mozart e Meyerbeer. Nel 1966 le fu assegnato il Premio Lenin..

## Biografia
La Doluchanova nacque Zarui Makarjan a Mosca, da genitori di origine armene e curde. Anche sua madre Elena Makaryan era una cantante professionista, e suo padre Aghasi Makarjan era un flautista professionista. Studiò il pianoforte, poi il violino, ma alla fine decise a 16 anni che voleva studiare canto. Ha studiato all'Istituto Gnesin di Mosca con V. Beljaeva-Tarasevič. Ha fatto il suo debutto operistico nel 1938 all'Opera di Erevan Opera interpretando Siebel nel Faust di Gounod. Rimase membro di quella compagnia per i successivi tre anni, cantando principalmente ruoli minori.
Poco dopo aver lasciato l'Opera di Erevan, la Doluchanova sposò il compositore Alexander Dolukhanian, e da quel momento in poi usò il suo nome da sposata quando si esibì. Continuò a esibirsi con piccoli teatri d'opera in Armenia fino a quando lei e suo marito si trasferirono a Mosca nel 1944, quando fu nominata solista con l'Orchestra sinfonica Čajkovskij della Radio di Mosca. Ha cantato spesso con l'orchestra nei due decenni successivi. Nel 1959, divenne una solista di primo piano con l'Orchestra Filarmonica di Mosca, performando frequentemente con l'orchestra negli anni '60. Dopo il 1963, iniziò a ricoprire ruoli da soprano, inclusi i ruoli principali nella Norma, Aida e Tosca. Si è esibita in particolare nelle anteprime russe di Suor Angelica e Vier Letzte Lieder di Strauss, così come la prima mondiale del 1955 del ciclo di canzoni di Dmitrij Šostakovič dalla poesia popolare ebraica.
Al di fuori della Russia, la Doluchanova ha tenuto concerti e recitals con una frequenza insolita per un'artista dell'era sovietica. Ha fatto il suo debutto negli Stati Uniti alla Carnegie Hall di New York nel 1959 e durante la sua carriera si è esibita anche nel Regno Unito, in Scandinavia, in Giappone, in Nuova Zelanda e in America Latina.
Nel 1970, la Doluchanova si ritirò dalle scene e si unì alla Facoltà vocale dell'Istituto Gnessin, dove insegnò per più di venticinque anni. Tra i suoi allievi vi fu il mezzo-soprano Ol'ga Borodina.
Morì a Mosca il 4 dicembre 2007, all'età di 89 anni.

## Registrazioni
- Rossini:  L'italiana in Algeri:  Zara Dolukhanova, A. Nikitin, Vladimir Zakharov, Georgi Abramov, Anatoly Tikhonov, Orchestra Filarmonica di Mosca, Coro Radio Mosca, conduttore: Samuil Samosud.  Gala Records, 1951.
- Rossini:  Zolushka – La cenerentola:  Zara Dolukhanova, Anatoly Orfenov, Vladimir Zakharov, Genady Troitsky, Orchestra Radio Mosca, Coro radio Mosca, conduttore: Onissim Bron.  1950.

## Onorificenze e premi
- Ordine al Merito per la Madrepatria quarta classe
- Medaglia per lo sviluppo delle terre vergini
- Medaglia commemorativa per il giubileo dei 100 anni dalla nascita di Vladimir Il'ich Lenin"
- Medaglia "Veterano del lavoro"
- Medaglia per il giubileo dei 50 anni della vittoria della grande guerra patriottica del 1941-1945
- Medaglia commemorativa dell'850º Anniversario di Mosca
- Premio Lenin
- Premio di Stato URSS
- Artista del popolo URSS
- Medaglia alla gloria del minatore